# ビスコ (ゲームソフト販売)
ビスコ（英称：VISCO）は、かつて存在したゲームソフトの買取・販売店である。
家庭用ゲームソフトのほか、PC用ゲームソフト・DVD・トレーディングカード・書籍なども取り扱う。店名は、 "Visit Company" に由来した造語である。
かつての運営会社（フランチャイザー）は、東京都町田市に本社を置く株式会社ビスコである。多摩市や八王子市のほか、神奈川県を中心に直営店16店舗（ビスコ東日本）を、広島県広島市にフランチャイジー店2店舗（ビスコ西日本）を運営して一時は30億円以上の売上高を計上していた。
ビスコ東日本が、2012年2月28日に約4億円の負債を抱えて事業を停止し、同年3月1日に東京地方裁判所で破産手続きの開始決定を受けたため、直営店16店舗は閉店。
ビスコ西日本が、2018年4月16日に広島市中区大手町に本社を置く株式会社ワイワイ企画のフランチャイズ2店舗は破産手続きが開始され閉店した。
ゲーム開発企業である株式会社ビスコ (ゲーム会社)（英称：VISCO CORPORATION）とは無関係である。

## 店舗

### ビスコ東日本
2016年2月現在は閉店済み。
- 八王子市 - めじろ台店、明神町店、寺町店、大塚店、堀之内店
- 日野市 - 豊田店
- 多摩市 - 永山店、桜ケ丘店
- 立川市 - 立川南口店、立川北口店
- 町田市 - 町田旭町店
- 相模原市 - 橋本店、相模原南台店、矢部店
- その他 - 鶴間店、川崎宮前店、相武台店

### ビスコ西日本
2018年4月頃閉店確認
- 広島市

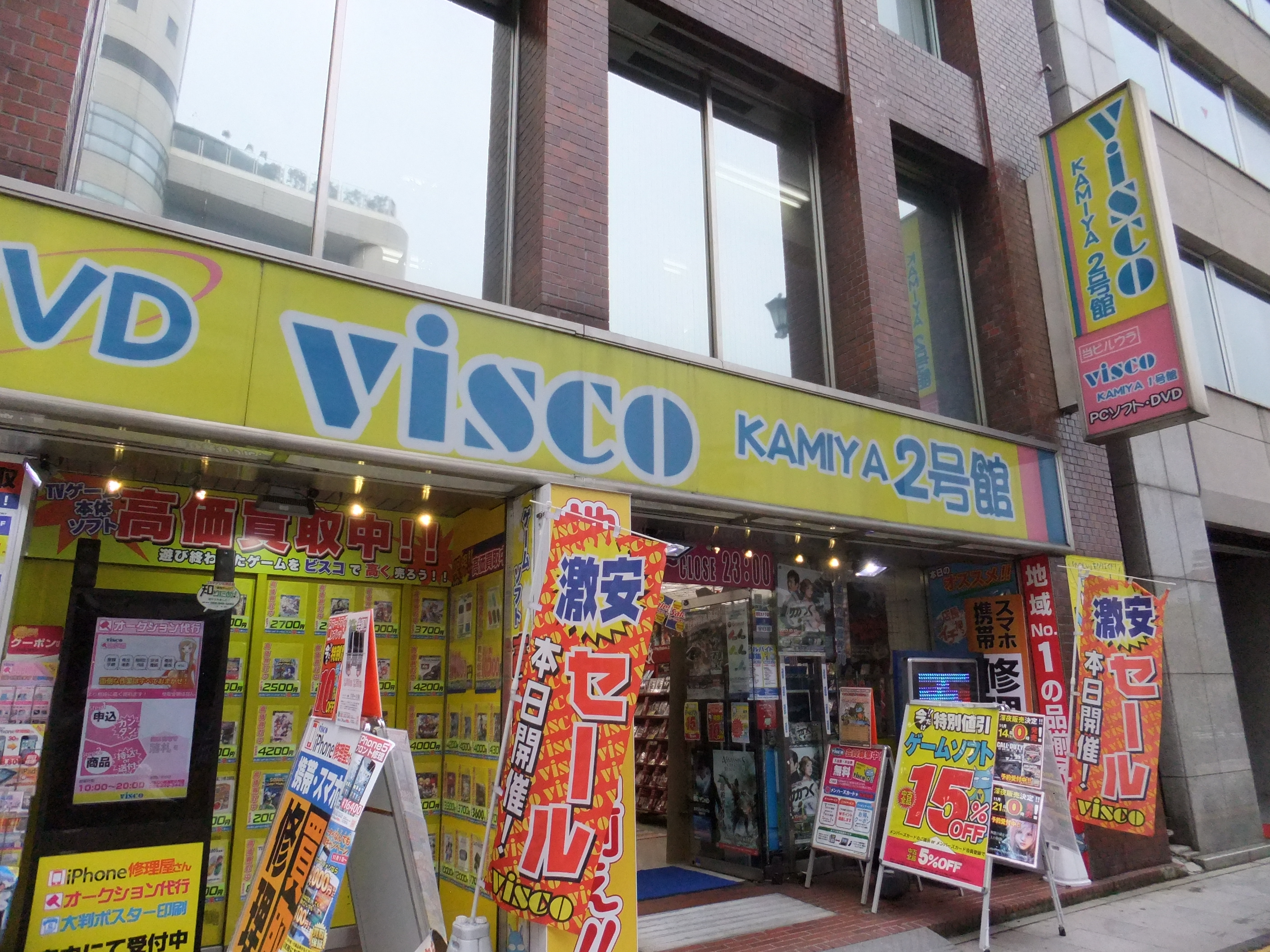
紙屋2号店

  - 紙屋1号店(PC用ゲームソフト・DVD・同人ゲーム・アダルトグッズ)[4]
  - 紙屋2号店(家庭用ゲームソフト・携帯販売買取・携帯修理)[5]
  - 紙屋3号店[5]
  - 横川店（2013年頃閉店）[6]